# 公僕 (電影)
《公僕》是1984年上映的一部香港警匪片，由李修賢自編自導，並與艾迪合作領銜主演。電影榮獲第29屆亞太影展最佳剪輯，李修賢亦憑本片同時獲得第21屆金馬獎及第4屆香港電影金像獎最佳男主角，成為「雙料影帝」。
黃栢文在《公僕》飾演重要的反派角色，並獲提名第21屆金馬獎最佳男配角，不過頒獎典禮的一星期前主辦單位發出消息，表示金馬獎最佳男配角提名錯誤，獲提名的實為同戲中的太保。

## 劇情
故事述及駐守於工業區觀塘的探員阿B（李修賢 飾），本在觀塘長大，熟悉觀塘。一次，警隊女主管（蘇杏璇 飾）引薦了下屬葉志傑（艾迪 飾）到觀塘警局任探員。艾迪在警局內常遇上於工廠區工作的街坊，不諳街坊文化，屢起笑話，常要由阿B從旁協助。後來阿B的區內線人道友成（太保 飾）因開罪幫派被殺，阿B在追捕犯人時，錯手打死一個六歳小孩。阿B被迫停職，因內疚而意志消沉，最後在葉志傑鼓勵下重新振作，把犯人緝捕歸案......

## 演員
| 演員     | 角色   | 粵語配音 | 備註                                 |
| 李修賢   | 阿B    | 朱子聰   |                                      |
| 艾迪     | 叶志杰 | 張炳強   |                                      |
| 太保     | 道友成 | 陳永信   | 阿B之線人                            |
| 黃栢文   | 黑仔   | 楊捷康   | 區內幫派成員                         |
| 左頌昇   | 红番   | 馮永和   | 區內幫派成員                         |
| 歐陽莎菲 | B母    | 余秀明   |                                      |
| 莊靜而   | 杰女友 | 雷碧娜   |                                      |
| 余慕蓮   | 鱼蛋婆 | 盧素娟   | 流動小販 阿B之鄰居                   |
| 蘇杏璇   |        | 雷碧娜   | 葉志杰任職軍裝警員時之上司           |
| 金興賢   | 钟Sir  | 金興賢   | 阿B之上司 葉志杰任職便衣警員時之上司 |
| 成奎安   | 大傻   | 盧雄     | 紅番之手下                           |
| 陳良     |        |          |                                      |
| 曾光展   |        |          |                                      |

## 獎項
| 年份 | 頒獎典禮            | 獎項       | 名字   | 結果 |
| ---- | ------------------- | ---------- | ------ | ---- |
| 1984 | 第21屆金馬獎        | 最佳劇情片 |        | 提名 |
| 1984 | 第21屆金馬獎        | 最佳男配角 | 太保   | 提名 |
| 1984 | 第21屆金馬獎        | 最佳男主角 | 李修賢 | 獲獎 |
| 1984 | 第29屆亞太影展      | 最佳剪輯   | 少峰   | 獲獎 |
| 1985 | 第4屆香港電影金像獎 | 最佳導演   | 李修賢 | 提名 |
| 1985 | 第4屆香港電影金像獎 | 最佳男演員 | 李修賢 | 獲獎 |
| 1985 | 第4屆香港電影金像獎 | 最佳男配角 | 太保   | 提名 |

## 外部連結
- 香港影庫上《公僕》的資料（繁體中文）
- 開眼電影網上《公僕》的資料（繁體中文）
- 时光网上《公僕》的資料（简体中文）
- 豆瓣电影上《公僕》的資料 （简体中文）
- AllMovie上《公僕》的资料（英文）
- 互联网电影数据库（IMDb）上《公僕》的资料（英文）